# Ian Gaynair
Ian Gaynair (Ciudad de Belice, Belice, 26 de febrero de 1986) es un futbolista beliceño. Juega de defensa y su club actual es el Belmopan Bandits de la Liga Premier de Belice.

## Trayectoria

### FC Belize
Ian Gaynair debutó como futbolista en el año 2006, con el FC Belize de la Liga Premier de Belice. Con este club ha jugado por varios años y ha obtenido varios títulos.

## Selección nacional
Ian Gaynair debutó en 2007 con la selección de fútbol de Belice. Ocupa el tercer puesto entre los jugadores con más partidos disputados con la Selección de fútbol de Belice. Marcó su primer gol internacional en un partido frente a la selección de fútbol de Estados Unidos en la copa de Oro de la Concacaf 2013.
En julio de 2013 Gaynair, y otro seleccionado de la Selección de fútbol de Belice, Woodrow West, admitieron que fueron víctimas de un intento soborno para el partido ante la Selección de fútbol de Estados Unidos por la Copa de Oro de la Concacaf 2013.

### Participaciones en Copas de Oro de la Concacaf
| Copa de Oro                     | Sede           | Resultado    |
| ------------------------------- | -------------- | ------------ |
| Copa de Oro de la Concacaf 2013 | Estados Unidos | Primera Fase |

### Goles internacionales
| # | Fecha      | Lugar                    | Rival          | Gol | Resultado | Competición                     |
| - | ---------- | ------------------------ | -------------- | --- | --------- | ------------------------------- |
| 1 | 09-07-2013 | Jeld-Wen Field, Portland | Estados Unidos | 1-2 | 1-6       | Copa de Oro de la Concacaf 2013 |

## Clubes
| Club             | País   | Año         |
| ---------------- | ------ | ----------- |
| FC Belize        | Belice | 2006 - 2012 |
| Belmopan Bandits | Belice | 2013 -      |